# West Dummerston
West Dummerston statisztikai település az USA Vermont államában, Windham megyében. Lakosainak száma 77 fő (2020. április 1.).

## Népesség
A település népességének változása:

| 2020 | 77 |